# Школа гостиничного менеджмента Лозанны
Школа гостиничного менеджмента Лозанны (фр. École hôtelière de Lausanne, EHL) — высшее учебное заведение (университет), готовящее кадры для ресторанного и гостиничного управления. Размещен в Лозанне (Швейцария).
Здесь учатся студенты, желающие сделать карьеру менеджера в Гостинично-ресторанной сфере бизнеса, а также в других индустриях, связанных с приемом гостей (индустрия класса люкс, клининга, консалтинга, банков, недвижимости и так далее).
Университет расположен на Шале-а-Гобе, в восьми километрах от центра города Лозанна. По состоянию на 2013 год в университете учились 2 600 студентов из 107 стран.
Школа гостиничного менеджмента Лозанны (EHL) является частью EHL Group, созданной в 2015 году, деятельность которой направлена на образование в сфере гостиничного менеджмента. Реорганизация была проведена для обеспечения прозрачности управления заведением и укрепления международного партнерства.

## История
Университет основан в 1893 году Жаком Чуми (Jacques Tschumi) и считается старейшей школой гостиничного бизнеса в мире. Он был открыт во время туристического бума в Швейцарии в конце XIX века, чтобы удовлетворить потребность в квалифицированных и опытных кадрах.
С 2001 года в EHL можно пройти обучение по программе EMBA (исполнительный магистр гостиничного менеджмента), высшее образование в управлении отелями совместно с Университетом прикладных наук Западной Швейцарии.

## Образование
Среди профессионалов EHL считается лучшим университетом мира по подготовке руководящего состава отелей.
Отсюда выпускаются специалисты по четырём направлениям, готовые занять руководящие позиции в международных отелях:
- Бакалавр наук международного менеджмента в гостиничной сфере (обучение на английском или французском) — включает прохождение подготовительного года в качестве погружения в гостиничный бизнес, трех лет обучению основам управления, два шестимесячных периода стажировки (часто за рубежом) и мандат на проведение консультаций в течение 10 недель[17][18]

- Магистр международного отельного бизнеса — программа состоит из трёх семестров, реализуется в партнерстве с Гонконгским политехническим университетом и Хьюстонским университетом, с прохождением курсов в Лозанне (Швейцария), Гонконге (Китай) и Хьюстоне (США)[19]

- Исполнительный магистр гостиничного менеджмента (Executive MBA) — 12-месячная программа последипломного образования в сфере менеджмента гостиничной индустрии[20][21][22]

- Мастер-класс кулинарного искусства — сертификат об шестимесячном изучении глубинных аспектов кулинарии, таких как международная кухня, гастрономия и выпечные изделия[23][24]

EHL предлагает финансовую помощь талантливым ученикам, которые не могут поступить в школу из-за финансовых трудностей.
Ученики, преподаватели и другие сотрудники следуют фирменному дресс-коду EHL. Считается, что это помогает развивать потенциал учащихся.

## Студенческий городок
Студенческий городок EHL включает в себя несколько учебных ресторанов, где студенты проходят обучение в течение предварительного года, в том числе, Berceau des Sens, гастрономический ресторан, открытый для публики и включенный в гид Gault Millau. Также здесь находятся несколько баров, 48 учебных кабинетов, аудитории, библиотека, классы для выполнения заданий, винный дегустационный зал, кафе, историческое помещение, зоны для занятий спортом, спальни.
В EHL следуют важным природоохранным инициативам, среди которых система переработки мусора, огород для выращивания овощей, система регенерации тепла для холодного хранения, солнечные панели, два университетских электромобиля.
В 2013 году EHL запустила проект по дальнейшему развитию университета через обмен идеями между 385 студентами со всего мира, изучающими архитектору и ландшафтный дизайн. Подготовительная работа началась осенью 2016 года, проект действовал в течение четырёх лет. Стоимость проекта составит около 226 миллионов швейцарских франков.

## Студенческая жизнь
Студенты EHL создали и активно участвуют в работе комитетов по интересам, включающим спорт, фотографию, кулинарию, искусство, благотворительность, учебную практику, а также в развитии личной карьеры.

## Приём
Кандидаты в программу бакалавриата отбираются после рассмотрения их документов и онлайн-аттестации, включающей аналитические и количественные тесты, тесты на выявление способностей к работе в гостиничной индустрии, онлайн интервью. Прошедшие предварительный отбор абитуриенты приглашаются на финальный отбор на кампусе университета, включающий экскурсию по университету, интервью с преподавателями, сотрудниками и студентами, а также групповое занятие.

## Аккредитация
Университет Ecole hôtelière de Lausanne — признанное учебное заведение высшего образования. Аккредитация выдана Ассоциацией школ и колледжей в Новой Англии (New England Association of Schools and Colleges, NEASC, США). Эта аккредитация подтверждает, что учреждение соответствует международным стандартам высшего образования, поддерживает признание результатов учебного процесса при смене места обучения и достигнутых степеней американских учебных заведений.
В Швейцарии — это единственная школа гостиничного бизнеса, предлагающая обучение совместно с Университетом прикладных наук и искусств Западной Швейцарии (HES-SO), известным высоким качеством обучения и выдачей учебных дипломов, защищённых законом Швейцарии.
Исполнительный магистр гостиничного бизнеса — программа отельного администрирования, которая была признана Швейцарским центром аккредитации и гарантии качества в высшем образовании (AAQ) как соответствующая их стандартам качества.

## Рейтинг
На основании исследования, проведенного TNS Sofres в 2007, 2010 и 2013 годах, среди международных менеджеров и рекрутеров сферы гостеприимства школа EHL считается лучшей в мире в аспекте направления на работу в международный отельный бизнес после обучения.
В 2013 и 2014 школа EHL была названа лучшей школой руководящих кадров для отельно-ресторанной сферы на международном конкурсе Worldwide Hospitality Awards.

## Обучение и исследования
С 2014 года исследовательский центр EHL в партнерстве с STR старается стать главным источником исследований в сфере международного гостеприимства. Кафедра продуктов и напитков EHL при поддержке группы Saviva, занятой производством продуктов питания и маркетингом, изучает изменения и задачи рынка ресторанной индустрии с 2010 года. Кафедра METRO Innovation занята исследованиями и инновациями в области гостеприимства и ресторанов.
Здесь преподают многие эксперты в области гастрономии, включая нескольких Meilleurs Ouvriers de France (MOF), лучших шеф-поваров Франции.

## Сотрудничество с индустрией
EHL следует тенденциям рынка и новым технологиям, работая в тесном сотрудничестве с профильными компаниями. Студенческие бизнес-проекты позволяют компаниям привлекать студенческие группы к полноценной работе над реальными практическими задачами, требующими решения.
Каждый год студенты участвуют в ярмарке вакансий университета, где они могут встретить потенциального работодателя для прохождения практики или постоянной занятости.
Бизнес-инкубатор был открыт в 2012 году, чтобы поддерживать стартапы в ресторанно-гостиничной сфере.
В школе EHL открыт Международный консультационный центр, в работе которого принимают международные лидеры гостеприимства и образования, этот центр дает школе доступ к мнению и опыту лучших специалистов индустрии.

## Партнерство
Через свою дочернюю компанию, Lausanne Hospitality Consulting (LHC), EHL Group осуществляет консультационные услуги и обучение менеджеров в своих офисах в Швейцарии, Китае и Индии. Компания LHC имеет развитую сеть сертифицированных школ, получивших всемирную известность. На сегодняшний день EHL сертифицирует деятельность следующих школ:
• Escola de Hotelaria Universidade Estácio de Sá, Бразилия
• Beijing Hospitality Institute, Китай
• Hanyang University Hospitality Academy, Южная Корея
• Ecole Hoteliere Lavasa, Индия
• Université La Sagesse, Кафедра госпитального менеджмента, Ливан
• Centro de Estudios Superiores de San Ángel, Мексика
• Dusit Thani College, Таиланд
• Emirates Academy of Hospitality Management, ОАЭ
• King Abdulaziz University Tourism Institute, Саудовская Аравия
• Ecole Superieure d’Hotellerie et de Restauration d’Alger, Алжир
В ноябре 2013 EHL приобрела Швейцарскую школу туризма и гостеприимства (SSTH) в Пассуге, Швейцария. В этой школе изучают туризм, гастрономию и гостеприимство.

## Выпускники
Ассоциация выпускников EHL (AEHL) была создана в 1926 году. Около 500 бывших студентов вступили в неё в первый год существования. Среди них были директора престижных отелей в Швейцарии и за границей. Сегодня AEHL — сеть из 25 000 активных участников в 120 странах.